# Al-Madharaí
Els al-Madharaí (àrab: الماذرائي, al-Māḏarāʾī) foren una nissaga d'alts funcionaris iraquians que van exercir altes funcions a Egipte i Síria. La nisba deriva de Madharaya, una població al costat de Wasit, a l'Iraq. El més destacats representants d'aquesta família foren:
- Abu-Bakr Àhmad ibn Ibrahim al-Madharaí, director de Finances d'Egipte i Síria sota Àhmad ibn Tulun (879). Mort el 884.
- Alí ibn Abi-Bakr al-Madharaí
- Abu-t-Tayyib Àhmad ibn Alí al-Madharaí, director de Finances d'Egipte fins al 904
- Abu-Zúnbur al-Madharaí
- Abu-Bakr Muhàmmad ibn Alí ibn Àhmad al-Madharaí